# کیم پویریر
کیم پویریر (انگلیسی: Kim Jacinthe Poirier؛ زادهٔ ۶ فوریهٔ ۱۹۸۰) یک هنرپیشه، مجری تلویزیونی، خواننده، تهیه‌کننده فیلم، مربی یوگا، رقاص، مانکن اهل کانادا است. وی از سال ۱۹۹۶ میلادی تاکنون مشغول فعالیت بوده‌است.
از فیلم‌ها یا برنامه‌های تلویزیونی که وی در آن نقش داشته است می‌توان به آبشار پارادایز، رده ایکس اشاره کرد.